# Tipula paradoxa
Tipula paradoxa är en tvåvingeart som först beskrevs av Nicolaus Thomas Host 1789.  Tipula paradoxa ingår i släktet Tipula och familjen sorgmyggor.
Artens utbredningsområde är Österrike. Inga underarter finns listade i Catalogue of Life.